# Maschere verdi di Giava
Le maschere verdi di Giava sono alcune maschere rinvenute sull'isola di Giava, in Indonesia.
Il sito di Gua Made fu scoperto nel 1982 da un funzionario dell'Ufficio per la Conservazione Archeologica di Giava Orientale, ma i primi reperti emersero solo nel 2001 dal mercato antiquario, acquistati da un imprenditore italiano, che s'interessò alla scoperta e portò avanti alcune ricerche sul luogo.
Le maschere, realizzate in una lega di metallo verde, sono state datate al II millennio a.C. tramite analisi di termoluminescenza su frammenti ceramici provenienti dal luogo del ritrovamento. Tuttavia alcuni studiosi italiani preferiscono datare le opere all'inizio del I millennio a.C.. L'Istituto Italiano per l'Africa e l'Oriente ha condotto nel luglio del 2007 alcune indagini archeologiche sul sito.